# 경안중학교 (경기)
경안중학교(京安中學校)는 대한민국 경기도 광주시 장지동에 있는 공립 중학교이다.

## 학교 연혁
- 1993년 5월 4일 : 경안중학교 설립 (21학급 인가)
- 1994년 3월 1일 : 초대 이정구 교장 취임
- 1994년 3월 5일 : 개교 및 입학식
- 1997년 2월 17일 : 제1회 졸업식 수여식 (347명)
- 2003년 11월 1일 : 육상부 창단
- 2022년 7월 14일 : 경안유스오케스트라 창단
- 2024년 1월 3일 : 제28회 졸업식 수여식 (349명)
- 2024년 3월 1일 : 제11대 한성호 교장 취임
- 2024년 3월 4일 : 제31회 신입생 373명 입학

## 참고 자료
- 경안중학교 - 한국교육학술정보원 학교알리미